# اوا کوتینیا
اِوا کوتینیا (لهستانی: Ewa Kutynia؛ زادهٔ ۱۸ دسامبر ۱۹۷۵) بازیگر اهل لهستان است.
از فیلم‌ها یا مجموعه‌های تلویزیونی که وی در آن‌ها نقش داشته‌است، می‌توان به در خوشی و سختی، کارآگاهان جنایی و هتل ۵۲ اشاره نمود.